# Sadnalegs
Sadnalegs ou Saynaleg (tibétain : སད་ན་ལེགས, Wylie : Sad-na-legs), aussi connu sous le nom de Tride songtsän ou Tride songtsen (tibétain : ཁྲི་ལྡེ་སྲོང་བཙན, Wylie : Khri-lDe srong-btsan, THL : tride songtsen) fut le 40e roi de la dynastie Yarlung du Tibet et empereur de l'Empire du Tibet (629–877) de 800 à 815. Il est l'un des quatre fils de Trisong Detsen et succède à son frère, Muné Tsenpo roi jusqu'en 799. Son successeur fut Tri Ralpachen à partir de 815.
L'année 804 est le début supposé du règne de Senaleg, roi du Tibet (fin en 815). Senaleg et son fils Relpachen, très pieux, invitent des maîtres de l’Inde et du Népal. Un lexique bouddhiste encore utilisé, Mahāvyutpatti, est constitué.